# Rhys McClenaghan
Rhys Joshua McClenaghan (Newtownards, 21 luglio 1999) è un ginnasta irlandese, specialista del cavallo con maniglie, disciplina in cui si è laureato campione del mondo a Liverpool 2022 e campione olimpico a Parigi 2024.

## Biografia
È stato il primo ginnasta irlandese a vincere una medaglia ad un campionato europeo, grazie all'oro conquistato al cavallo con maniglie ai campionati europei di Glasgow 2018.
Ai mondiali di Stoccarda 2019 è diventato il primo ginnasta irlandese a vincere una medaglia iridata, grazie al bronzo ottenuta nella finale al cavallo con maniglie.
Ha rappresentato la Irlanda ai Giochi olimpici estivi di Tokyo 2020 divenendo il primo ginnasta irlandese a qualificarsi per una finale olimpica, non riuscendo però a salire sul podio.
Ai mondiali di Liverpool 2022 si è laurato campione iridato nel cavallo con maniglie, diventando il primo ginnasta irlandese a vincere una medaglia d'oro ai mondiali. Ai giochi olimpici Parigi 2024 vince la medaglia d'oro nel cavallo con maniglie, divenendo il primo campione olimpico irlandese nella ginnastica.

## Palmarès

### Per l'Irlanda
- Giochi olimpici

Parigi 2024: oro nel cavallo con maniglie;
- Mondiali

Stoccarda 2019: bronzo nel cavallo con maniglie;
Liverpool 2022: oro nel cavallo con maniglie;
Anversa 2023: oro nel cavallo con maniglie;
- Europei

Glasgow 2018: oro nel cavallo con maniglie;

### Per l'Irlanda del Nord
- Giochi del Commonwealth

Gold Coast 2018: oro nel cavallo con maniglie;